# ریچارد نویترا
ریچارد جوزف نویترا (به انگلیسی: Richard Joseph Neutra) متولد ۱۸۹۲ در وین در اتریش، معمار مدرنیست آمریکایی قرن بیستم بود.
او مدتی با آدلف لوس کار کرد.
او را از موفقترین اساتید معماری و طراحی منزل در نیمه اول قرن بیستم دانسته‌اند. اکثر آثار او در کالیفرنیا قرار دارد.

## نگارخانه

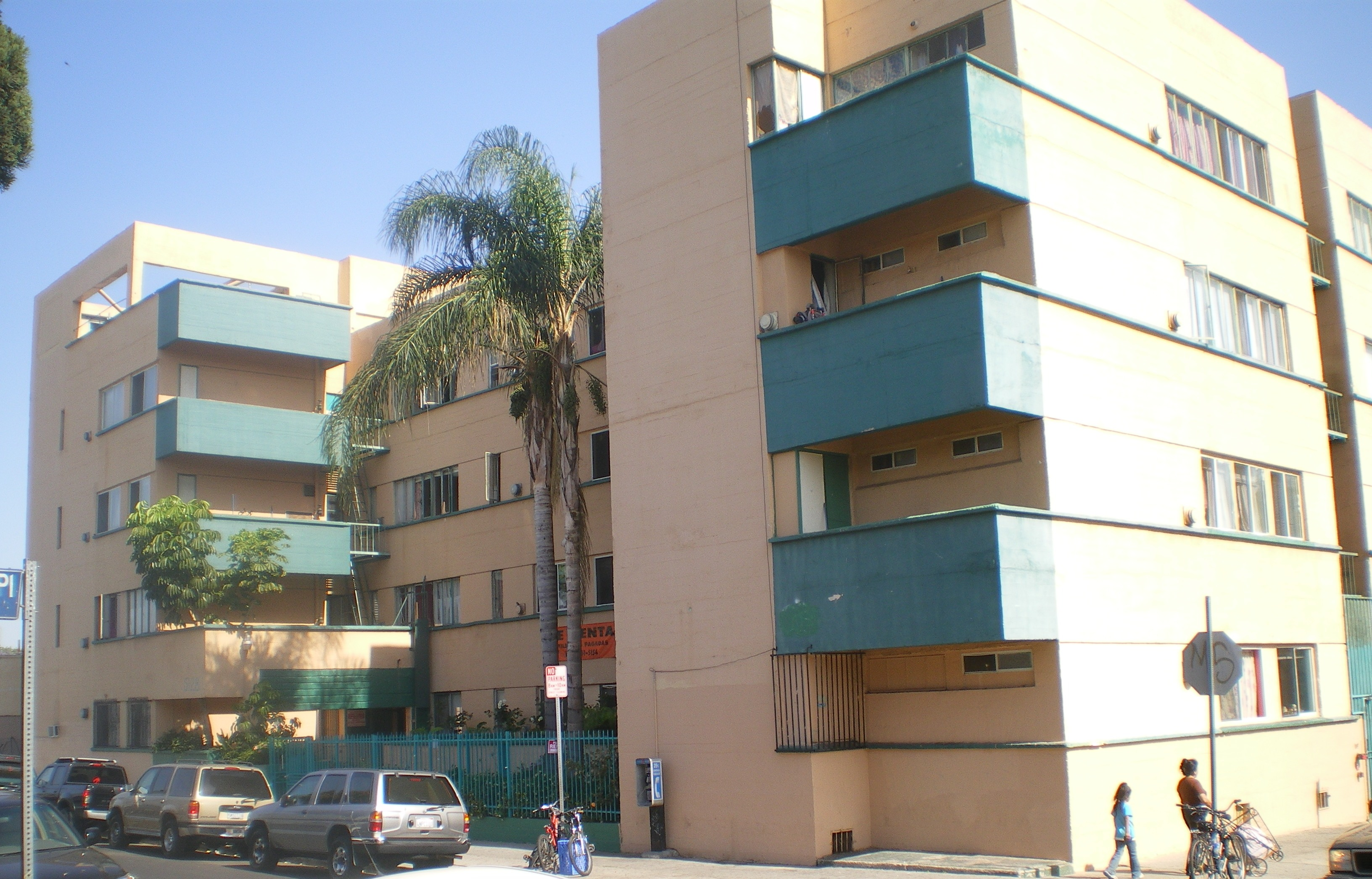
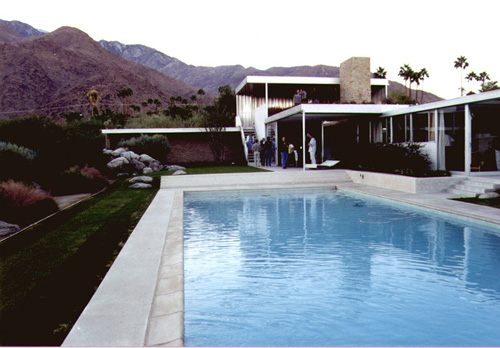
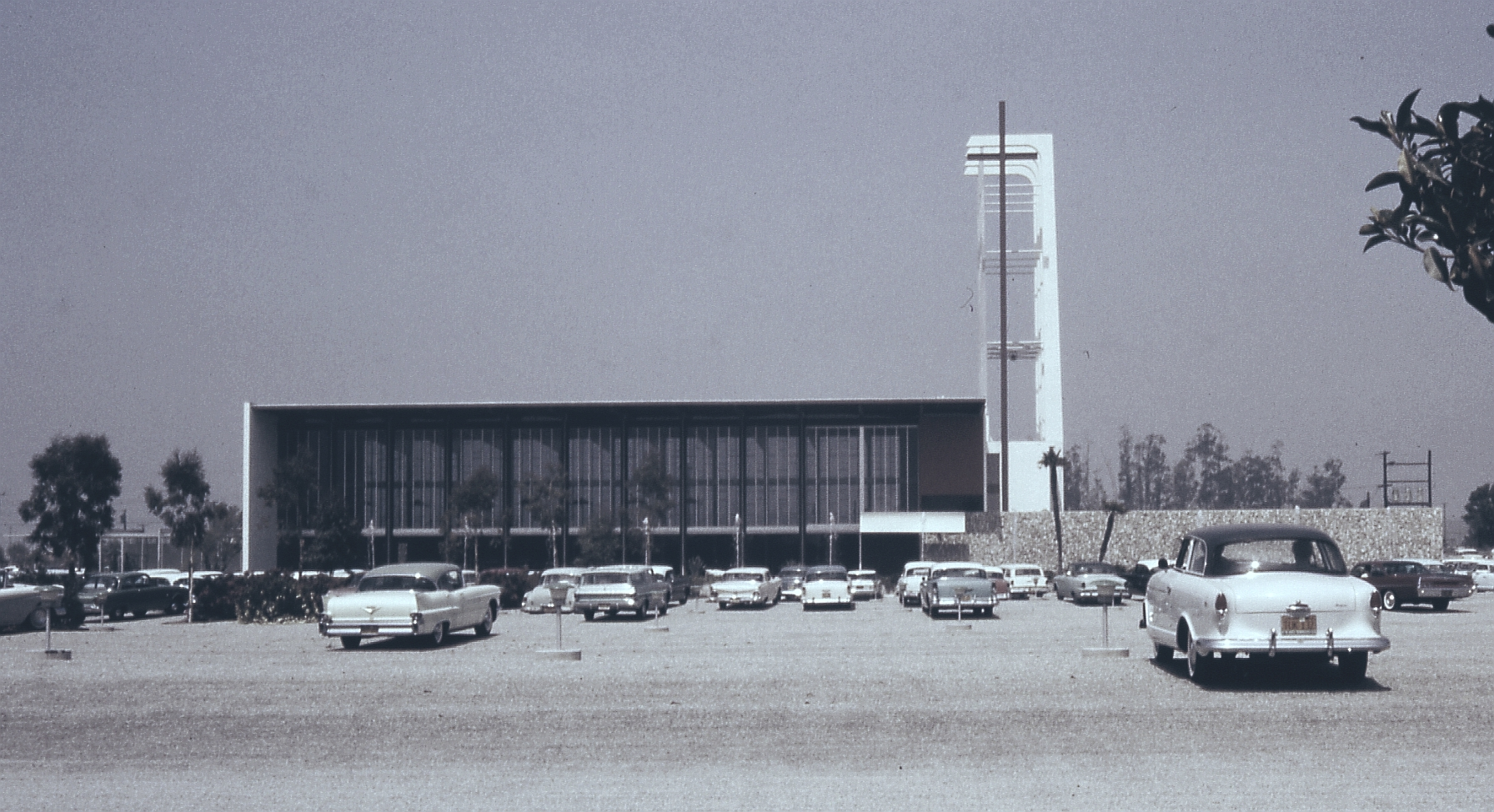